# William John Wills
William John Wills (Totnes, 1834 – Cooper Creek, 1861) è stato un esploratore britannico.

## Biografia
Nel 1860 partecipò alla spedizione di Burke e Wills e raggiunse con Robert O'Hara Burke il Golfo di Carpentaria (1861). Morì di stenti insieme a Burke.